# Maketaton
Maketaton (vagy Meketaton, i. e. kb. 1353–1341) egyiptomi hercegnő a XVIII. dinasztia idején, az Amarna-korban. Ehnaton és Nofertiti másodszülött lánya. Fiatalon meghalt, ő lehetett az első (és az egyetlen teljes bizonyossággal azonosított személy), akit az amarnai királysírba temettek.

## Élete
Maketaton (mk.t-ỉtn, nevének jelentése: „Aton védence”) az uralkodópár hat lánya közül másodikként született, apja uralkodásának 3.-4. éve körül, valószínűleg Thébában. Ábrázolásokon elsőként az 5. év végén vagy a 6. év elején tűnik fel, Nofertiti karnaki Aton-templomában, az oszlopos udvar domborművein anyjával és Meritatonnal. Nővéréhez hasonlóan ő is kisgyermek lehetett még, mikor a királyi udvar áttelepült az újonnan épült fővárosba, Ahet-Atonba. Szüleivel és testvéreivel számtalan helyen ábrázolják. Alakja feltűnik szüleivel és nővérével együtt az új főváros határait kijelölő tizennégy ún. határkősztélé majdnem mindegyikén, ábrázolják, amint ott áll az ún. „Megjelenések ablakában”, ahonnan a fáraó kitüntetéseket osztott az arra érdemeseknek, és a 12. évben rendezett, „az idegen adók szemléje”-ként ismert ünnepségen is, testvéreivel együtt.

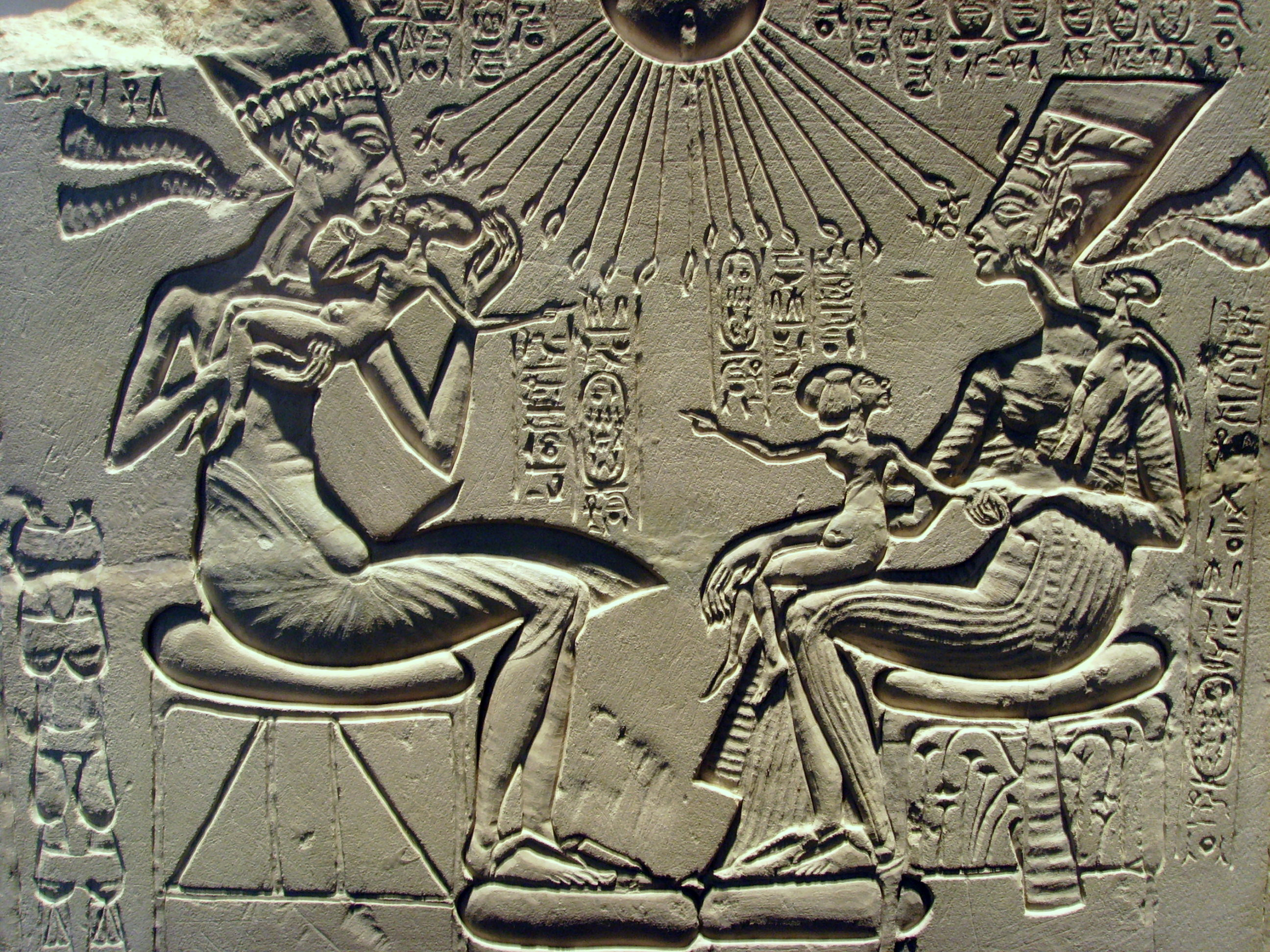
Ehnaton, Nofertiti és gyermekeik. Maketaton az anyja térdén ül.

Maketaton fiatalon elhunyt, pontosan nem tudni, mikor. Az utolsó felirat, ami arra utal, hogy a birtokáról bort szállítottak a városba, a 11. évből származik, de bizonyos, hogy a 12. évben a hercegnő még életben volt, ekkor ugyanis több, nemesek sírjában talált falfestményen (Huja és II. Meriré sírjában) ábrázolják, amint részt vesz az ebben az évben rendezett hatalmas ünnepségsorozaton, az ún. „idegen adók szemléjén”, így halála a 12. év végére, a 13. vagy 14. uralkodási évre tehető. (Az ünnepről készült képek azon ritka ábrázolások közé tartozak, melyek a teljes királyi családot ábrázolják, mind a hat gyermekkel; a korábbi ábrázolások elkészültekor a fiatalabb hercegnők vagy nem születtek még meg, vagy túl fiatalok voltak; a későbbi években pedig közülük többen nem voltak már az élők sorában.)
Maketaton halálának oka nem ismert. Az bizonyos, hogy nem sokkal az ünnepségek után, de még a 15. év előtt járvány pusztított Egyiptomban – a királyi családnak több tagja is van, akiről a 14. év után nem esik több említés (többek közt Nofertiti, Tije anyakirályné, Kia, valamint a hat hercegnő közül a két legfiatalabb, Nofernoferuré és Szetepenré), de nem biztos, hogy ez okozta Maketaton halálát. A sírjában talált ábrázolások alapján felmerült, hogy talán gyermekágyban halt meg, de ezt csak az ábrázolásokon feltűnő csecsemőalakra alapozzák, aki nem biztos, hogy az ő gyermeke, az sem teljesen valószínű, hogy Maketaton egyáltalán volt már annyi idős, hogy gyermeke szülessen.

## Sírja
A befejezetlen ahet-atoni királyi sírbolt három oldalkamrájáról (melyeket Alfa, Béta és Gamma névvel jelölnek) feltételezik, hogy Maketaton temetkezési helyéül szolgáltak. Az Alfa és a Gamma kamra festményein egymásra nagyban hasonlító jeleneteket láthatunk. Az előbbiben Ehnaton és Nofertiti egy halálos ágyán fekvő nőt sirat, míg egy dajka csecsemőt tart a karjában – egy szolga napernyőt tart a gyermek fölé, ami királyi származásra utal. A jelenet szereplőinek neve nem maradt fenn. A Gamma kamrában látható jeleneten szintén feltűnnek a magas rangú gyászolók, köztük két hercegnő is, valamint a dajka a gyermekkel. Itt a halottat a feliratok egyértelműen Maketatonként azonosítják. A helyiségben látható egy másik jelenet is, amin Maketaton emelvényen áll egy baldachin alatt, előtte szülei és három még élő testvére, Meritaton, Anheszenpaaton és Nofernoferuaton Ta-serit.
A jelenetek egy lehetséges értelmezése, hogy Maketaton a szülésbe halt bele. Korábbi feltételezések szerint nővére, Meritaton és húga, Anheszenpaaton is gyermeket szültek még apjuk uralkodása alatt, így Ehnaton – talán mert fiúutódra vágyott – mindhárom lányt feleségül vette. Nincs azonban egyértelmű bizonyíték arra, hogy a képen ábrázolt gyermek valóban Maketaton gyermeke lenne (ahogyan arra sem, hogy a testvéreinek valóban gyermeke született); a jelenetben látható újszülöttet egy elmélet a gyermek Tutanhatonnal azonosítja. A Gamma kamrában ábrázolt baldachin hasonlít azokhoz, amelyeket általában a születéssel szoktak összefüggésbe hozni, az is lehet azonban, hogy csak jelképesen értendő, és a hercegnő újjászületésére utal. Az sem bizonyított továbbá, hogy mindhárom sírkamra – az Alfa, a Gamma és a díszítetlenül maradt Béta – Maketaton sírjához tartozott; az is lehetséges, hogy csak a Gamma jelű volt az övé, az Alfa kamrába pedig egy másik királyi hölgyet temettek – talán Kiát, Ehnaton második feleségét.
A királysírban megtalálták annak a szürkegránit fedelű, vörösgránitból készült szarkofágnak a darabjait, ami feltehetőleg Maketaton számára készült. Számos amarnai és karnaki domborművön kívül Maketaton neve még egy írópalettán is szerepel, melyet ma New Yorkban őriznek.

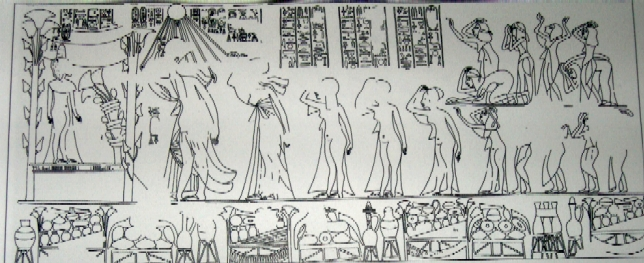
Maketaton a baldachin alatt. A gyászolók közt: Ehnaton, Nofertiti, Meritaton, Anheszenpaaton és Nofernoferuaton.